# Unione Sportiva Pro Vercelli 1934-1935
Questa voce raccoglie le informazioni riguardanti l'Unione Sportiva Pro Vercelli nelle competizioni ufficiali della stagione 1934-1935.

## Stagione
Nella stagione 1934-1935 la Pro Vercelli disputò il sesto campionato di Serie A della sua storia.

## Divise
| 1ª divisa |

## Organigramma societario
Area direttiva
- Presidente: Secondo Ressia, poi Marino Frova, infine Luigi Bozino

Area tecnica
- Allenatore: Andrea Balzaretti, poi Pietro Leone

## Rosa
| N. |                   | Ruolo | Calciatore            |
| -- | ----------------- | ----- | --------------------- |
|    | Italia (bandiera) | P     | Natale Balossino      |
|    | Italia (bandiera) | P     | Egidio Scansetti      |
|    | Italia (bandiera) | D     | Angelo Beltaro        |
|    | Italia (bandiera) | D     | Achille Dellarole (I) |
|    | Italia (bandiera) | D     | Germano Lanino        |
|    | Italia (bandiera) | D     | Federico Roncarolo    |
|    | Italia (bandiera) | C     | Dante Amarilli        |
|    | Italia (bandiera) | C     | Mario Ardissone       |
|    | Italia (bandiera) | C     | Luigi Bajardi (I)     |
|    | Italia (bandiera) | C     | Rinaldo Balocco       |
|    | Italia (bandiera) | C     | Giovanni Bigando      |
|    | Italia (bandiera) | C     | Luigi Caligaris       |
|    | Italia (bandiera) | C     | Luciano Degara        |

| N. |                   | Ruolo | Calciatore              |
| -- | ----------------- | ----- | ----------------------- |
|    | Italia (bandiera) | C     | Elia Piazzano           |
|    | Italia (bandiera) | C     | Aldo Pondrano           |
|    | Italia (bandiera) | C     | Teresio Traversa        |
|    | Italia (bandiera) | A     | Lanfranco Alberico      |
|    | Italia (bandiera) | A     | Giovanni Barberis       |
|    | Italia (bandiera) | A     | Ermes Borsetti          |
|    | Italia (bandiera) | A     | Luigi Casalino          |
|    | Italia (bandiera) | A     | Enrico Cerutti          |
|    | Italia (bandiera) | A     | Paolo De Grandi         |
|    | Italia (bandiera) | A     | Renato Dellarole (II)   |
|    | Italia (bandiera) | A     | Piero Romagnolo         |
|    | Italia (bandiera) | A     | Ferdinando Santagostino |
|    | Italia (bandiera) | A     | Mario Zanetti           |

## Risultati

### Serie A

#### Girone d'andata
| Arbitro: | Bevilacqua (Viareggio) |

|             |           |                      |
| Barberis 1’ | Marcatori | 58’ Romani 66’ Rossi |

| Arbitro: | De Santis (Roma) |

|                              |           |  |
| Piccaluga 22’ De Manzano 47’ | Marcatori |  |

| Arbitro: | Scotto (Savona) |

|             |           |  |
| Bigogno 56’ | Marcatori |  |

| Arbitro: | Caironi (Milano) |

|              |           |                   |
| Casalino 41’ | Marcatori | 65’ (rig.) Marini |

| Arbitro: | Pasinati (Venezia) |

|               |           |  |
| Colombari 47’ | Marcatori |  |

| Arbitro: | Salvagno (Trieste) |

|                                 |           |                                     |
| Traversa 80’ Ferrero 88’ (aut.) | Marcatori | 10’ Comini 18’ Patri 40’ Cappellini |

| Arbitro: | Mazza (Torre del Greco) |

|                        |           |  |
| Prato 60’ Vecchina 80’ | Marcatori |  |

| Arbitro: | Bonivento (Venezia) |

|                    |           |  |
| Casalino 4’ (rig.) | Marcatori |  |

| Arbitro: | Mazzarini (Roma) |

|                 |           |  |
| Castellazzi 90’ | Marcatori |  |

| Arbitro: | Pasinati (Venezia) |

|  |           |            |
|  | Marcatori | 10’ Busoni |

| Arbitro: | Bertoli (Vicenza) |

|                                        |           |                     |
| Rocco 25’ (rig.) Colaussi 59’ Volk 87’ | Marcatori | 36’ (rig.) Casalino |

| Arbitro: | Mazzarini (Roma) |

|                         |           |            |
| Casalino 35’ Degara 57’ | Marcatori | 16’ Ottani |

| Arbitro: | Barlassina (Novara) |

|                          |           |               |
| Riccardi 1’ Cattaneo 16’ | Marcatori | 60’ Romagnolo |

| Arbitro: | Gianelli (Genova) |

|  |           |          |
|  | Marcatori | 65’ Orsi |

| Arbitro: | Turbiani (Ferrara) |

|                                        |           |                         |
| Costantino 17’ Guaita 30’ Scopelli 83’ | Marcatori | 9’ Degara 62’ Romagnolo |

#### Girone di ritorno
| Arbitro: | Gonani (Ravenna) |

|                |           |  |
| Arcari III 89’ | Marcatori |  |

| Vercelli 24 febbraio 1935 | Pro Vercelli     | 0 – 0 | Palermo | Stadio Leonida Robbiano\| Arbitro: \| Caironi (Milano) \| |
| Arbitro:                  | Caironi (Milano) |       |         |                                                           |

| Arbitro: | Ciamberlini (Sampierdarena) |

|                           |           |  |
| Casalino 3’ Romagnolo 36’ | Marcatori |  |

| Arbitro: | Scotto (Savona) |

|                            |           |  |
| Chiecchi III 27’, 34’, 80’ | Marcatori |  |

| Arbitro: | Barlassina (Novara) |

|               |           |                 |
| Romagnolo 18’ | Marcatori | 23’ Rossetti II |

| Genova 31 marzo 1935 | Sampierdarenese     | 0 – 0 | Pro Vercelli | Stadio del Littorio\| Arbitro: \| Bonivento (Venezia) \| |
| Arbitro:             | Bonivento (Venezia) |       |              |                                                          |

| Arbitro: | Scorzoni (Bologna) |

|  |           |                                |
|  | Marcatori | 66’ Baldi III 86’ Prato 88’ Bo |

| Arbitro: | Carminati (Milano) |

|                                                                  |           |  |
| Bisigato 18’, 50’ Levratto 43’ Piola 76’ Guarisi 84’ Demaría 87’ | Marcatori |  |

| Arbitro: | Scarpi (Dolo) |

|              |           |                 |
| Barberis 45’ | Marcatori | 62’ De Vincenzi |

| Arbitro: | Mastellari (Bologna) |

|                     |           |  |
| Uslenghi 67’ (rig.) | Marcatori |  |

| Arbitro: | De Santis (Roma) |

|                                      |           |                    |
| De Grandi 3’ Romagnolo 14’, 27’, 67’ | Marcatori | 20’ Rocco 52’ Mian |

| Arbitro: | Carnevali (Frascati) |

|                                                    |           |  |
| Maini 4’ Reguzzoni 28’ Schiavio 47’, 72’ Corsi 70’ | Marcatori |  |

| Arbitro: | Casati (Como) |

|               |           |  |
| Caligaris 32’ | Marcatori |  |

| Arbitro: | Zelocchi (Modena) |

|                              |           |  |
| Bertolini 49’, 54’ Diena 64’ | Marcatori |  |

| Arbitro: | Moretti (Genova) |

|              |           |                                 |
| Barberis 85’ | Marcatori | 22’, 83’ Guaita 59’, 84’ Tomasi |

## Statistiche

### Statistiche di squadra
| Competizione | Punti | In casa | In casa | In casa | In casa | In casa | In casa | In trasferta | In trasferta | In trasferta | In trasferta | In trasferta | In trasferta | Totale | Totale | Totale | Totale | Totale | Totale | DR  |
| Competizione | Punti | G       | V       | N       | P       | Gf      | Gs      | G            | V            | N            | P            | Gf           | Gs           | G      | V      | N      | P      | Gf     | Gs     | DR  |
| ------------ | ----- | ------- | ------- | ------- | ------- | ------- | ------- | ------------ | ------------ | ------------ | ------------ | ------------ | ------------ | ------ | ------ | ------ | ------ | ------ | ------ | --- |
| Serie A      | 15    | 15      | 5       | 4       | 6       | 17      | 20      | 15           | 0            | 1            | 14           | 4            | 34           | 30     | 5      | 5      | 20     | 21     | 54     | -33 |

### Statistiche dei giocatori[2]
| Giocatore         | Serie A  | Serie A |
| Giocatore         | Presenze | Reti    |
| ----------------- | -------- | ------- |
| L. Alberico       | 1        | 0       |
| D. Amarilli       | 3        | 0       |
| M. Ardissone      | 4        | 0       |
| L. Bajardi (I)    | 4        | 0       |
| R. Balocco        | 1        | 0       |
| N. Balossino      | 4        | -6      |
| G. Barberis       | 20       | 3       |
| A. Beltaro        | 23       | 0       |
| G. Bigando        | 27       | 0       |
| E. Borsetti       | 22       | 0       |
| L. Caligaris      | 5        | 1       |
| L. Casalino       | 20       | 5       |
| E. Cerutti        | 1        | 0       |
| P. De Grandi      | 4        | 1       |
| L. Degara         | 15       | 2       |
| A. Dellarole (I)  | 25       | 1       |
| R. Dellarole (II) | 1        | 0       |
| G. Lanino         | 28       | 0       |
| E. Piazzano       | 8        | 0       |
| A. Pondrano       | 5        | 0       |
| P. Romagnolo      | 18       | 7       |
| F. Roncarolo      | 8        | 0       |
| F. Santagostino   | 28       | 0       |
| E. Scansetti      | 26       | -48     |
| T. Traversa       | 26       | 1       |
| M. Zanetti        | 3        | 0       |